# كوجي ياماسي
كوجي ياماسي (山瀬 功治 ياماسي كوجي، ولد في 22 سبتمبر 1981 في مينامي-كو، سابارو، ولاية هوكايدو) لاعب كرة قدم ياباني يلعب حالياً في كيوتو سانغا في دوري الدرجة الثانية الياباني.
قام مدرب اليابان إيفيكا أوسيم بإستدعائه لتمثيل المنتخب الأول للمرة الأولى في مسيرته الدولية في 9 آب (أغسطس) 2006, في مباراة ودية ضد ترينيداد وتوباغو. وسجل هدفه الأول في 22 آب (أغسطس) 2007 في مباراة ودية ضد الكاميرون. ياماسي أيضاً قام بتمثيل اليابان في بطولة العالم للشباب لكرة القدم 2001 في الأرجنتين.
أخاه الأصغر يوكيهيرو هو أيضاً لاعب كرة قدم محترف في دوري الدرجة الثانية الياباني لصالح نادي كاتالار توياما. والده إيساو شارك في الألعاب الأولمبية الشتوية 1984 كبياثلون.

## إحصائيات مسيرته

### النادي
آخر تحديث في: 1 كانون الثاني (يناير) 2015
| النادي             | الموسم        | الدوري | الدوري  | كأس إمبراطور اليابان | كأس إمبراطور اليابان | كأس الدوري الياباني | كأس الدوري الياباني | المجموع | المجموع |
| النادي             | الموسم        | الظهور | الأهداف | الظهور               | الأهداف              | الظهور              | الأهداف             | الظهور  | الأهداف |
| ------------------ | ------------- | ------ | ------- | -------------------- | -------------------- | ------------------- | ------------------- | ------- | ------- |
| كونسادول سابورو    | 2000          | 14     | 2       | 3                    | 0                    | 1                   | 0                   | 18      | 2       |
| كونسادول سابورو    | 2001          | 24     | 3       | 1                    | 0                    | 0                   | 0                   | 25      | 3       |
| كونسادول سابورو    | 2002          | 14     | 4       | 0                    | 0                    | 2                   | 0                   | 16      | 4       |
| أوراوا رد دايموندز | 2003          | 24     | 6       | 1                    | 0                    | 6                   | 2                   | 31      | 8       |
| أوراوا رد دايموندز | 2004          | 18     | 5       | 0                    | 0                    | 7                   | 2                   | 25      | 7       |
| يوكوهاما مارينوس   | 2005          | 19     | 1       | 0                    | 0                    | 4                   | 0                   | 23      | 1       |
| يوكوهاما مارينوس   | 2006          | 20     | 6       | 3                    | 0                    | 1                   | 0                   | 24      | 6       |
| يوكوهاما مارينوس   | 2007          | 32     | 11      | 2                    | 0                    | 10                  | 3                   | 44      | 14      |
| يوكوهاما مارينوس   | 2008          | 25     | 4       | 1                    | 0                    | 3                   | 0                   | 29      | 4       |
| يوكوهاما مارينوس   | 2009          | 28     | 5       | 2                    | 1                    | 9                   | 5                   | 39      | 11      |
| يوكوهاما مارينوس   | 2010          | 32     | 5       | 3                    | 2                    | 5                   | 1                   | 40      | 8       |
| كاواساكي فرونتال   | 2011          | 34     | 6       | 3                    | 0                    | 4                   | 2                   | 41      | 8       |
| كاواساكي فرونتال   | 2012          | 17     | 2       | 2                    | 2                    | 2                   | 0                   | 21      | 4       |
| كيوتو سانغا        | 2013          | 35*    | 8       | 2                    | 0                    | -                   | -                   | 37      | 8       |
| كيوتو سانغا        | 2014          | 38     | 3       | 2                    | 1                    | -                   | -                   | 40      | 4       |
| مجموع المسيرة      | مجموع المسيرة | 375    | 71      | 25                   | 6                    | 55                  | 15                  | 455     | 92      |

=== دولياً ===
| المنتخب الياباني | المنتخب الياباني | المنتخب الياباني |
| السنة            | الظهور           | الأهداف          |
| ---------------- | ---------------- | ---------------- |
| 2006             | 1                | 0                |
| 2007             | 1                | 1                |
| 2008             | 10               | 4                |
| 2009             | 0                | 0                |
| 2010             | 1                | 0                |
| المجموع          | 13               | 5                |

| الأهداف الدولية | الأهداف الدولية              | الأهداف الدولية   | الأهداف الدولية | الأهداف الدولية | الأهداف الدولية | الأهداف الدولية              |
| #               | الموعد                       | المكان            | الخصم           | النتيجة         | نهاية المباراة  | المسابقة                     |
| --------------- | ---------------------------- | ----------------- | --------------- | --------------- | --------------- | ---------------------------- |
| 1.              | 22 آب (أغسطس) 2007           | أويتا، اليابان    | الكاميرون       | 2–0             | فاز             | مباراة ودية                  |
| 2.              | 30 كانون الثاني (يناير) 2008 | طوكيو، اليابان    | البوسنة والهرسك | 3–0             | فاز             | مباراة ودية                  |
| 3.              | 30 كانون الثاني (يناير) 2008 | طوكيو، اليابان    | البوسنة والهرسك | 3–0             | فاز             | مباراة ودية                  |
| 4.              | 20 شباط (فبراير) 2008        | تشونغتشينغ، الصين | الصين           | 1–0             | فاز             | كأس شرق آسيا لكرة القدم 2008 |
| 5.              | 23 شباط (فبراير) 2008        | تشونغتشينغ، الصين | كوريا الجنوبية  | 1–1             | تعادل           | كأس شرق آسيا لكرة القدم 2008 |

## الجوائز والتكريمات

### الجوائز الفردية
- أفضل هاوي في الدوروي الياباني: 2001
- كأس شرق آسيا لكرة القدم الهداف: 2008

### الجوائز الجماعية
- الدوري الياباني المركز الأول: 2004
- كأس الدوري الياباني البطل: 2003

## الروابط الخارجية
- كوجي ياماسي على موقع الاتحاد الدولي (مؤرشف)  (الإنجليزية)
- كوجي ياماسي على موقع رابطة كرة القدم اليابانية للمحترفين (اليابانية)
- كوجي ياماسي على موقع قاعدة بيانات كرة القدم.إي يو (الإنجليزية)
- كوجي ياماسي على موقع ناشيونال فوتبول تيمز (الإنجليزية)
- كوجي ياماسي على موقع Soccerway.com (الإنجليزية)
- كوجي ياماسي على موقع عالم كرة القدم.نت (الإنجليزية)
- ملفه الشخصي في يوكوهاما مارينوس (باليابانية)